# Arquidiócesis de Maputo
La arquidiócesis de Maputo (en latín: Archidioecesis Maputen(sis) y en portugués: Arquidiocese de Maputo) es una circunscripción eclesiástica latina de la Iglesia católica en Mozambique, sede metropolitana de la provincia eclesiástica de Maputo. La arquidiócesis tiene al arzobispo [[[João Carlos Hatoa Nunes]] como su ordinario desde el 5 de mayo de 2023. 

## Territorio y organización
La arquidiócesis tiene 26 358 km² y extiende su jurisdicción sobre los fieles católicos de rito latino residentes en la ciudad de Maputo y en la provincia de Maputo (que hasta 1984 conformaban una única provincia llamada Maputo).
La sede de la arquidiócesis se encuentra en la ciudad de Maputo, en donde se halla la Catedral de Nuestra Señora de la Inmaculada Concepción. 
En 2019 en la arquidiócesis existían 46 parroquias agrupadas en tres vicarías: Norte, Centro y Sul, subdivididas en 10 zonas pastorales.
La arquidiócesis tiene como sufragáneas a las diócesis de Inhambane y Xai-Xai. El conjunto conforma la provincia eclesiástica de Maputo.

## Historia

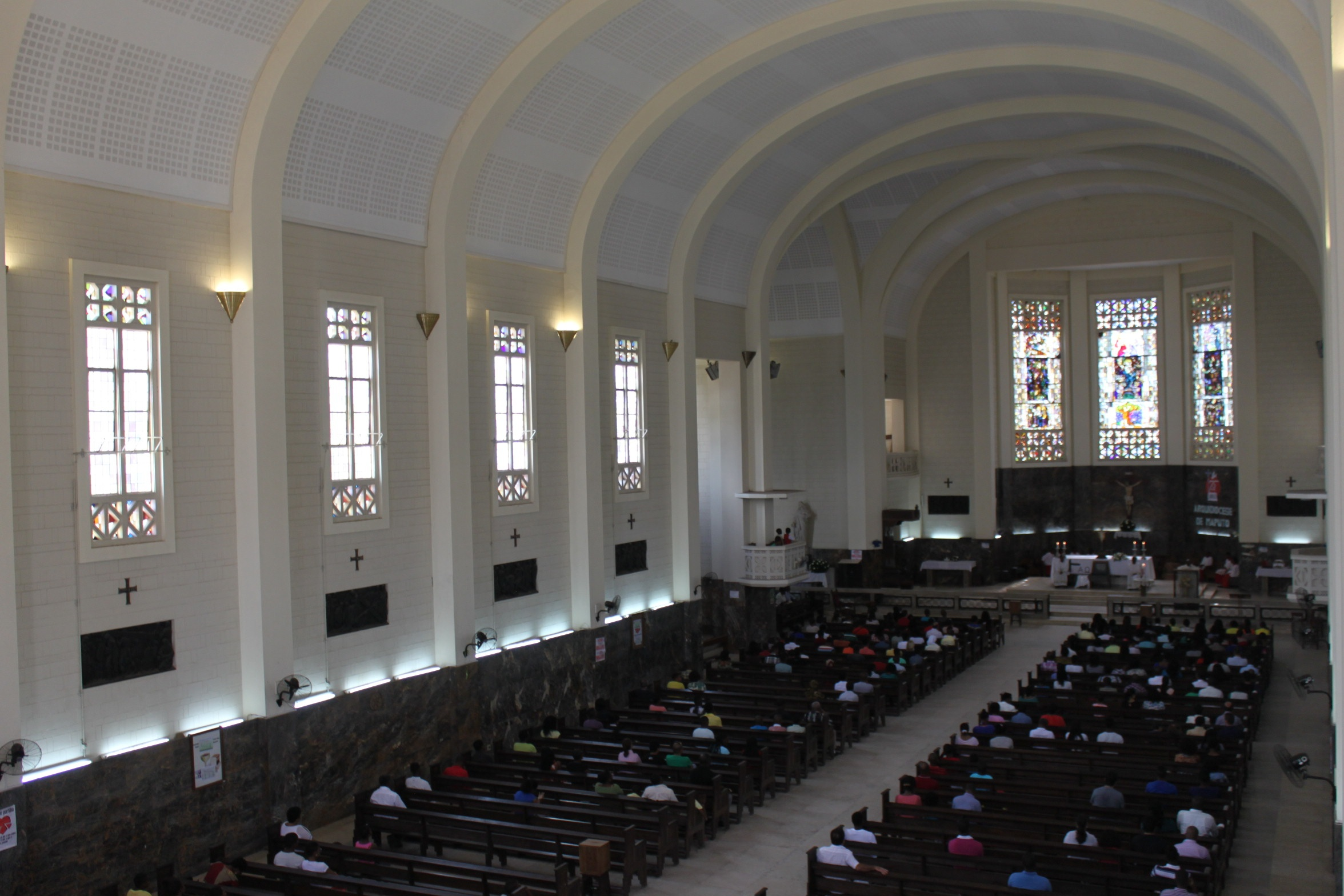
Interior de la Catedral metropolitana de Maputo

La administración apostólica de la Isla de Mozambique fue erigida el 21 de enero de 1612 mediante el breve In supereminenti del papa Paulo V separando territorio de la arquidiócesis de Goa (hoy arquidiócesis de Goa y Damán). Tenía su sede en la isla de Mozambique y quedó comprendida en el Padroado real portugués.

... la referida provincia o distrito de la isla de Mozambique y los lugares comprendidos desde el promontorio de Guardafui hasta el promontorio de Buena Esperanza; así como los llamados Mombasa, Zanzíbar, Ampaza y todos los demás lugares de esa costa, y también los llamados Cabaceira, Sofalla, Sena, Tete y todos los demás lugares del río Cuama y el resto en esas partes que están bajo el jurisdicción de los vicarios del arzobispo de Goa en los lugares de Mozambique y Mombasa, con sus territorios, ciudades, pueblos, lugares; así como el clero, el pueblo y las personas, y los monasterios, iglesias, colegios y lugares piadosos, y los beneficios eclesiásticos, seculares y regulares de cualquier orden de la mencionada Iglesia y diócesis de Goa...
Extracto traducido del breve In supereminenti sobre la jurisdicción asignada

En 1783 la administración apostólica fue elevada a prelatura territorial sufragánea de la arquidiócesis de Goa.
El 8 de junio de 1818 cedió una parte de su territorio para la erección del vicariato apostólico del Cabo de Buena Esperanza, Madagascar y Territorios Adyacentes, del que luego se originaron la diócesis de Port Louis y la arquidiócesis de Ciudad del Cabo, quedando su territorio restringido a la capitanía general de Mozambique, Sofala y Ríos de Sena.
El 28 de junio de 1919 el Triángulo de Kionga (territorio al sur del río Ruvuma que Portugal reconoció a Alemania en 1895) fue transferido del África Oriental Alemana a Portugal mediante el Tratado de Versalles y anexado a la provincia de Mozambique el 2 de abril de 1920.
El 4 de septiembre de 1940, mediante la bula Sollemnibus Conventionibus del papa Pío XII, la prelatura territorial de Mozambique fue suprimida. Con parte de su territorio se erigieron las diócesis (hoy arquidiócesis) de Beira (con la entonces provincia de Zambezia, compuesta por los distritos de Beira, Tete y Quelimane) y Nampula (con la entonces provincia de Niassa, compuesta por los distritos de Mozambique y Puerto Amelia) y la arquidiócesis metropolitana de Lourenço Marques (entonces provincia de Sul do Save, compuesta por los distritos de Lourenço Marques e Inhambane). La inauguración de la arquidiócesis fue solemnemente proclamada el 18 de enero de 1941. Teodosio Clemente de Gouveia pasó a ser el primer arzobispo y el 18 de febrero de 1946 fue creado cardenal. Falleció en Lourenço Marques el 6 de febrero de 1962.
Al adoptarse una nueva división administrativa el 1 de enero de 1943, la arquidiócesis de Lourenço Marques comprendía el distrito de Sul do Save, que hasta entonces había sido una provincia. El 20 de octubre de 1951 el distrito de Sul do Save fue dividido en tres nuevos distritos: Gaza, Inhambane y Lourenço Marques.
El 3 de agosto de 1962 cedió otra porción de su territorio (entonces distrito de Inhambane) para la erección de la diócesis de Inhambane mediante la bula Supremi muneris del papa Juan XXIII.
El 19 de junio de 1970 cedió otra porción de su territorio (entonces distrito de Gaza) para la erección de la diócesis de João Belo (hoy diócesis de Xai-Xai) mediante la bula Sancta atque Evangelica del papa Pablo VI.
El 25 de junio de 1975 Mozambique obtuvo la independencia de Portugal y como consecuencia de que el 3 de febrero de 1976 se produjo el cambio de nombre de la capital del nuevo país, el 18 de septiembre de 1976 mediante el decreto Cum Excellentissimus de la Congregación para la Evangelización de los Pueblos la arquidiócesis fue renombrada a Maputo. Su territorio también cambió de nombre y pasó a llamarse distrito de Maputo y a partir de 1978 provincia de Maputo.

## Estadísticas
De acuerdo al Anuario Pontificio 2020 la arquidiócesis tenía a fines de 2019 un total de 1 323 000 fieles bautizados.
| Año                                                                             | Población            | Población | Población      | Sacerdotes | Sacerdotes    | Sacerdotes    | Bautizados por sacerdote | Diáconos permanentes | Religiosos | Religiosos | Parroquias |
| Año                                                                             | Bautizados católicos | Total     | % de católicos | Total      | Clero secular | Clero regular | Bautizados por sacerdote | Diáconos permanentes | Varones    | Mujeres    | Parroquias |
| ------------------------------------------------------------------------------- | -------------------- | --------- | -------------- | ---------- | ------------- | ------------- | ------------------------ | -------------------- | ---------- | ---------- | ---------- |
| 1949                                                                            | 104 770              | 1 290 315 | 8.1            | 65         | 24            | 41            | 1611                     |                      | 21         | 145        | 31         |
| 1970                                                                            | 442 818              | 1 396 551 | 31.7           | 223        | 128           | 95            | 1985                     |                      | 139        | 424        | 59         |
| 1980                                                                            | 289 648              | 908 226   | 31.9           | 42         | 5             | 37            | 6896                     |                      | 51         | 110        | 40         |
| 1990                                                                            | 304 700              | 1 019 000 | 29.9           | 73         | 8             | 65            | 4173                     |                      | 97         | 226        | 40         |
| 1999                                                                            | 475 000              | 3 850 000 | 12.3           | 108        | 19            | 89            | 4398                     |                      | 118        | 189        | 39         |
| 2000                                                                            | 475 000              | 3 850 000 | 12.3           | 112        | 23            | 89            | 4241                     |                      | 118        | 189        | 39         |
| 2001                                                                            | 476 000              | 3 859 000 | 12.3           | 107        | 18            | 89            | 4448                     |                      | 118        | 189        | 39         |
| 2002                                                                            | 464 000              | 3 859 000 | 12.0           | 107        | 18            | 89            | 4336                     |                      | 124        | 189        | 41         |
| 2003                                                                            | 675 000              | 3 850 000 | 17.5           | 88         | 19            | 69            | 7670                     |                      | 125        | 210        | 40         |
| 2004                                                                            | 675 000              | 3 850 000 | 17.5           | 80         | 21            | 59            | 8437                     |                      | 115        | 214        | 40         |
| 2013                                                                            | 1 134 000            | 4 661 000 | 24.3           | 85         | 29            | 56            | 13 341                   |                      | 232        | 147        | 44         |
| 2016                                                                            | 1 223 000            | 3 040 000 | 40.2           | 98         | 34            | 64            | 12 479                   |                      | 172        | 147        | 44         |
| 2019                                                                            | 1 323 000            | 3 288 800 | 40.2           | 94         | 26            | 68            | 14 074                   |                      | 226        | 148        | 46         |
| Fuente: Catholic-Hierarchy, que a su vez toma los datos del Anuario Pontificio. |                      |           |                |            |               |               |                          |                      |            |            |            |

## Episcopologio
- Maria José a Santo Tomas, O.P. † (18 de julio de 1783-18 de julio de 1801 falleció)
  - Sede vacante (1801-1805)
- Vasco José a Domina Nostra de Bona Morte Lobo, C.R.S.A. † (26 de junio de 1805-17 de diciembre de 1811 renunció)
- Joaquim de Nossa Senhora de Nazareth Oliveira e Abreu, O.F.M. † (17 de diciembre de 1811-23 de agosto de 1819 nombrado obispo de São Luís de Maranhão)
- Bartholomeu de Martyribus Maya, O.C.D. † (10 de noviembre de 1819-1828 falleció)
  - Sede vacante (1828-1883)
- António Tomás da Silva Leitão e Castro † (30 de enero de 1883-27 de marzo de 1884 nombrado obispo de Angola y Congo)
- Enrico Giuseppe Reed da Silva † (27 de marzo de 1884-14 de marzo de 1887 nombrado obispo de Santo Tomé de Meliapor)
  - Sede vacante (1887-1891)
- António José de Souza Barroso † (1 de junio de 1891-15 de septiembre de 1897 nombrado obispo de Santo Tomé de Meliapor)
- Sebastião José Pereira † (7 de noviembre de 1897-17 de julio de 1900 nombrado arzobispo de Goa y Damán)
- António Moutinho † (18 de agosto de 1901-14 de noviembre de 1904 nombrado obispo de Santiago de Cabo Verde)
- Francisco Ferreira da Silva † (14 de noviembre de 1904-8 de mayo de 1920 falleció)
- Joaquim Rafael Maria d'Assunçâo Pitinho † (16 de diciembre de 1920-15 de noviembre de 1935 nombrado obispo de Santiago de Cabo Verde)
- Teodósio Clemente de Gouveia † (18 de mayo de 1936-6 de febrero de 1962 falleció)
- Custódio Alvim Pereira † (3 de agosto de 1962-26 de agosto de 1974 renunció)
- Alexandre José Maria dos Santos, O.F.M. † (23 de diciembre de 1974-22 de febrero de 2003 retirado)
- Francisco Chimoio, O.F.M.Cap., (22 de febrero de 2003 - 5 de mayo de 2023)
- João Carlos Hatoa Nunes, desde el 5 de mayo de 2023, sucesor.